# Glen Allen (Virgínia)
Glen Allen és una concentració de població designada pel cens dels Estats Units a l'estat de Virgínia. Segons el cens del 2000 tenia 12.562 habitants.

## Demografia
Segons el cens del 2000, Glen Allen tenia 12.562 habitants, 5.131 habitatges, i 3.504 famílies. La densitat de població era de 548 habitants per km².
Dels 5.131 habitatges en un 33,5% hi vivien nens de menys de 18 anys, en un 55% hi vivien parelles casades, en un 10,6% dones solteres, i en un 31,7% no eren unitats familiars. En el 26,2% dels habitatges hi vivien persones soles el 5,6% de les quals corresponia a persones de 65 anys o més que vivien soles. El nombre mitjà de persones vivint en cada habitatge era de 2,45 i el nombre mitjà de persones que vivien en cada família era de 2,98.
Per edats la població es repartia de la següent manera: un 24,8% tenia menys de 18 anys, un 7% entre 18 i 24, un 37,1% entre 25 i 44, un 22,8% de 45 a 60 i un 8,3% 65 anys o més.
L'edat mediana era de 35 anys. Per cada 100 dones de 18 o més anys hi havia 86,1 homes.
La renda mediana per habitatge era de 55.205 $ i la renda mediana per família de 63.670 $. Els homes tenien una renda mediana de 42.279 $ mentre que les dones 31.073 $. La renda per capita de la població era de 25.719 $. Entorn de l'1% de les famílies i el 2,5% de la població estaven per davall del llindar de pobresa.

## Poblacions més properes
El següent diagrama mostra les poblacions més properes.